# Rosewell
Rosewell est un village écossais située dans la région du Midlothian, à une quinzaine de kilomètres au sud-ouest d'Édimbourg. C'est un ancien village (en) minier, aujourd'hui devenu une banlieue résidentielle.

## Sports
La ville abrite le club de football de Whitehill Welfare (en) qui évolue en Lowland Football League.

## Personnalités
- Eddie Thomson, footballeur et entraîneur écossais y est né.